# San Giorgio di Lomellina
San Giorgio di Lomellina (San Giorg ad l'Ümlena in dialetto lomellino) è un comune italiano di 981 abitanti della provincia di Pavia in Lombardia. Si trova al centro della Lomellina, nella pianura presso il torrente Arbogna, affluente dell'Agogna.
Simbolo del paese è il campanile della chiesa parrocchiale, completato nel 1767, visibile a diversi chilometri di distanza grazie ai suoi 76 metri di altezza.

## Storia
San Giorgio nacque probabilmente come dipendenza di un vicino monastero benedettino, nella scomparsa località Monticello; San Giorgio divenne ben presto il centro più importante della zona, dotato di un castello. Nel 1250 appare tra le località incluse tra i domini di Pavia, e fu assoggettato per qualche tempo ai Beccaria, poi, all'avvento dei Visconti e degli Sforza, ebbe diverse infeudazioni (Giovanni Simonetta nel 1477, Alberico Malletta, Pietro Birago nel 1483, Scolari di Parma). Il rapido passaggio di feudatari sembra legato al fatto che i Duchi non vogliono perdere a lungo il controllo del luogo: data la sua posizione centrale e la sua relativa importanza, l'hanno infatti elevato a sede del Capitano della Lomellina (come Casteggio lo è per l'Oltrepò). In epoca sforzesca ne divenne signore feudale Giacomo Bernardino Visconti (pronipote di Bernabò Visconti, signore di Milano), i cui discendenti ebbero anche diversi feudi nell'Alessandrino (Sezzadio, Gamalero, Brignano-Frascata). Essi, divisi in più linee, tennero il feudo in condominio. Nel 1687 Ercole Visconti fu nominato Marchese di San Giorgio, ma la dinastia si spense con il nipote Galeazzo, morto di vaiolo nel 1724. Nel 1725 il feudo fu incamerato, e non si ha notizia di altre investiture. Nel 1713 intanto era passato, col resto della Lomellina, ai Savoia, e nel 1859 fu incluso nella provincia di Pavia.

### Simboli
Lo stemma e il gonfalone del comune di San Giorgio di Lomellina sono stati concessi con decreto del presidente della Repubblica del 18 gennaio 2006.
Il gonfalone è un drappo di rosso con la bordatura di azzurro.

## Società

### Evoluzione demografica
Abitanti censiti

## Infrastrutture e trasporti
Fra il 1884 e il 1933 la località era servita da una fermata della tranvia Mortara-Ottobiano-Pieve del Cairo.